# Administrateur de l'Insee
Les administrateurs et inspecteurs généraux de l'INSEE sont des hauts fonctionnaires de la fonction publique d'État (catégorie A+) exerçant des responsabilités au sein de différents ministères, notamment au Ministère de l'Économie et des Finances et très souvent à l'Institut national de la statistique et des études économiques (INSEE). Ces fonctionnaires sont répartis en deux corps : le corps des administrateurs de l'INSEE et le corps des inspecteurs généraux de l'INSEE. Il s'agit de grands corps techniques de l'État,.

## Historique
Le corps des administrateurs de l'INSEE a été créé en même temps que le « service national des statistiques », par le décret n°41-4542 du 24 octobre 1941 relatif à l'organisation et au fonctionnement du service national des statistiques.  
Un décret d'août 2025 officialise la fusion des deux corps A+ de l'INSEE pour former le corps des ingénieurs de la statistique, de l'économie et de la donnée. 

## Grades
Le corps des administrateurs de l'INSEE comporte deux grades : administrateur et administrateur hors classe.
Le corps des inspecteurs généraux de l'INSEE comporte deux grades : inspecteur général de classe normale et inspecteur général de classe exceptionnelle.

## Recrutement et formation
Les administrateurs de l'INSEE sont recrutés :
- pour trois cinquièmes des emplois à pourvoir : parmi les élèves de l'École polytechnique et des Écoles normales supérieures, sur classement et concours ;
- pour un cinquième, par concours externe ;
- pour un cinquième, par concours interne, ouvert aux fonctionnaires et agents de l'État, des collectivités territoriales et des établissements publics ainsi qu'aux candidats en fonctions dans une organisation internationale intergouvernementale.

Les élèves-fonctionnaires sont formés à l'ENSAE, et la nomination et la titularisation des nouveaux administrateurs de l'INSEE sont prononcées par décret du président de la République.
Les inspecteurs généraux de l'INSEE sont recrutés parmi les administrateurs de l'INSEE hors classe. La nomination et la titularisation des nouveaux inspecteurs généraux de l'INSEE sont prononcées par décret du président de la République. 

## Métiers
Les administrateurs de l'INSEE en activité sont employés ou travaillent avec les entreprises ou services suivants : les administrations françaises (INSEE, ministère de l'économie, des finances et de l'industrie, de l'éducation nationale, au du travail, etc., en particulier au sein des services statistiques ministériels), les établissements publics (ARCEP, Conseil de la concurrence, etc.), les grandes banques (Goldman Sachs, Société générale, BNP Paribas, Caisse des dépôts et consignations, etc.), les organisations internationales (Banque mondiale, FMI, ONU, etc.), les instituts de sondages et d'études (Médiamétrie, BVA, Ipsos, etc.), l'enseignement supérieur (École polytechnique, École nationale de la statistique et de l'administration économique…) et la recherche (au Crest notamment).

## Administrateurs célèbres
- Michel Aglietta (X1959)
- Patrick Artus (X1970)
- Bernard Brunhes (X1958)
- Karine Berger (X1993)
- Gérard Calot (X1954)
- Paul Champsaur (X1963)
- Jean-Michel Charpin (X1968)
- Benoît Cœuré (X1987)
- Jean-Marc Daniel (X1974)
- Alain Darbel
- Michèle Debonneuil
- Alain Desrosières (X1960)
- Yves Franchet (X1959)
- Frédéric Gagey (X1977)
- Francis Kramarz (X1976)
- Guy Laroque (X1965)
- Roland Lescure (X1987)
- Jacques Mairesse (X1960)
- Edmond Malinvaud (X1942)
- Maryse Marpsat
- André Orléan (X1971)
- Bernard Perret (X1971)
- Thibaut de Saint Pol (Cachan 2001)
- Robert Salais (X1961)
- Bernard Salanié (X1981)
- Christian Sautter (X1960)
- Henri Sterdyniak (X1970)
- Jean-Luc Tavernier (X1980)
- Claude Thélot (X1965)
- Laurent Thévenot (X1968)
- Michel Volle (X1960)
- Claire Waysand (X1988)